# Amadou Touré
Amadou Touré (Buyumbura, Burundi, 27 de septiembre de 1982) es un exfutbolista de Burkina Faso nacido en Burundi que jugaba en la posición de defensa.

## Carrera

### Club
| Periodo   | Club                                   |
| --------- | -------------------------------------- |
| 1999–2000 | US Comoe                               |
| 2000–2002 | ASFA Yennenga                          |
| 2002–2003 | Tours FC                               |
| 2003–2006 | RAEC Mons                              |
| 2006–2010 | KVC Willebroek-Meerhof                 |
| 2009      | → ROC de Charleroi-Marchienne (cedido) |
| 2010–2011 | ROC de Charleroi-Marchienne            |
| 2011–2015 | FC Wiltz 71                            |
| 2016–2018 | Sporting Mertzig                       |
| 2018–2019 | AS Wincrange                           |

### Selección nacional
Jugó para Burkina Faso en 30 ocasiones de 1998 a 2006 y anotó 11 goles; participó en dos ediciones de la Copa Africana de Naciones.
| N.º | Fecha                   | Sede                                                        | Rival                           | Marcador | Resultado | Torneo                                                  | Ref.   |
| --- | ----------------------- | ----------------------------------------------------------- | ------------------------------- | -------- | --------- | ------------------------------------------------------- | ------ |
| 1   | 9 de abril de 2000      | Addis Ababa Stadium, Addis Ababa, Etiopía                   | Etiopía                         | 1–2      | 1–2       | Clasificación para la Copa Mundial de Fútbol de 2002    | [ 2 ]  |
| 2   | 9 de julio de 2000      | Stade du 4 Août, Uagadugú, Burkina Faso                     | Guinea                          | 2–2      | 2–3       | Clasificación para la Copa Mundial de Fútbol de 2002    | [ 3 ]  |
| 3   | 26 de diciembre de 2001 | Stade Léopold Sédar Senghor, Dakar, Senegal                 | Senegal                         | 1–0      | 4–2       | Amistoso                                                | [ 4 ]  |
| 4   | 26 de diciembre de 2001 | Stade Léopold Sédar Senghor, Dakar, Senegal                 | Senegal                         | 3–1      | 4–2       | Amistoso                                                | [ 4 ]  |
| 5   | 15 de enero de 2002     | Stade du 4 Août, Uagadugú, Burkina Faso                     | Zambia                          | 1–0      | 2–1       | Amistoso                                                | [ 5 ]  |
| 6   | 30 de enero de 2002     | Stade Baréma Bocoum, Mopti, Malí                            | Ghana                           | 1–0      | 1–2       | Copa Africana de Naciones 2002                          | [ 6 ]  |
| 7   | 13 de octubre de 2002   | Stade du 4 Août, Uagadugú, Burkina Faso                     | República Centroafricana        | 1–1      | 2–1       | Clasificación para la Copa Africana de Naciones de 2004 | [ 7 ]  |
| 8   | 7 de junio de 2003      | Stade du 4 Août, Uagadugú, Burkina Faso                     | Mozambique                      | 3–0      | 4–0       | Clasificación para la Copa Africana de Naciones de 2004 | [ 8 ]  |
| 9   | 21 de junio de 2006     | Stade du 4 Août, Uagadugú, Burkina Faso                     | Congo                           | 1–0      | 3–0       | Clasificación para la Copa Africana de Naciones de 2004 | [ 9 ]  |
| 10  | 13 de junio de 2004     | Stade du 4 Août, Uagadugú, Burkina Faso                     | Benín                           | 1–1      | 4–2       | Amistoso                                                | [ 10 ] |
| 11  | 20 de junio de 2004     | Stade des Martyrs, Kinshasa, Democratic República del Congo | República Democrática del Congo | 1–1      | 2–3       | Clasificación para la Copa Mundial de Fútbol de 2006    | [ 11 ] |